# Mark Haddon
Pour les articles homonymes, voir Haddon.
Mark Haddon, né le 26 septembre 1962 à Northampton, est un illustrateur, un romancier, un dramaturge et un poète britannique principalement connu pour son roman policier Le Bizarre Incident du chien pendant la nuit.

## Biographie
Mark Haddon naît le 26 septembre 1962 à Northampton.
Il fait ses études à la Uppingham School (en), puis au Marton College de l'Université d'Oxford, où il obtient une maîtrise en littérature anglaise.
En 2003, il remporte le Prix Whitbread du meilleur roman et le Commonwealth Writers' Prize (Overall Best First Book) pour son roman policier Le Bizarre Incident du chien pendant la nuit, dont la narration est écrite sous la perspective d'un garçon autiste. La connaissance de l'autisme que démontre Haddon vient du fait qu'il a déjà travaillé avec des personnes autistes. Dans une entrevue accordée à Powells.com, l'auteur affirme qu'il s'agit du premier livre qu'il a intentionnellement écrit pour un public adulte ; il a été surpris quand la maison d'édition lui a suggéré de le publier à la fois pour les adultes et pour les enfants. Son deuxième roman pour adulte, Une situation légèrement délicate, est paru en français en 2007.
Mark Haddon est aussi connu pour sa série de livres pour enfants aux intrigues policières Agent Z, dont l'un, Agent Z and the Penguin from Mars, a été adapté pour la télévision par BBC. Il a écrit le scénario pour l'adaptation télévisée (BBC) de Fungus the Bogeyman, par Raymond Briggs, qui a été mise à l'antenne en 2004. En 2007, il a écrit le drame télévisé Coming Down the Mountain pour la BBC.
Mark Haddon est végétarien et athée. Dans une interview dans The Observer le 11 avril 2004, il précise : « je suis un athée façonné dans un moule très religieux ». Cet athéisme est apparent dans Le Bizarre Incident du chien pendant la nuit, où le narrateur affirme que ceux qui croient en Dieu sont stupides.
Mark Haddon habite à Oxford et est marié avec Sos Eltis (en), membre du Brasenose College (Oxford).

## Œuvre

### Littérature d'enfance et de jeunesse

#### SérieAgent Z
- Agent Z Meets the Masked Crusader (1993)
- Agent Z Goes Wild (1994)
- Agent Z and the Penguin from Mars (1995)
- Agent Z and the Masked Crusader (1996)
- Agent Z and the Killer Bananas (1994)

#### SérieBaby Dinosaurs
- At Home (1994)
- In the Garden (1994)
- On Vacation (1994)
- At Playground (1994)
- On Holiday (1994)

#### Autres romans pour enfants
- Gilbert's Gobstopper (1987)
- Toni and the Tomato Soup (1988)
- A Narrow Escape for Princess Sharon (1989)
- Gridzbi Spudvetch! (1992)
- Titch Johnson, Almost World Champion (1993)
- The Sea of Tranquility (1996)
- Ocean Star Express (2001)
- The Ice Bear's Cave (2002)
- Footprints on the Moon (2009)
- Boom! (2009), nouvelle version de Gridzbi Spudvetch!
- Swimming and Flying (2013), court roman

### Romans pour adultes
- Le Bizarre Incident du chien pendant la nuit, NiL Éditions, 2004 ((en) The Curious Incident of the Dog in the Night-Time, 2003), trad. Odile Demange  (ISBN 2-84111-305-1)Réédition, Pocket no 12418, 2005 (ISBN 2-266-14871-0)
- Une Situation légèrement délicate (en), NiL Éditions, 2007 ((en) A Spot of Bother, 2006), trad. Odile Demange  (ISBN 978-2-84111-347-7)Réédition, Pocket no 13635, 2008 (ISBN 978-2-266-18183-9)
Adapté au cinéma en 2009 : Une petite zone de turbulences
- Vacances à l'anglaise, NiL Éditions, 2014 ((en) The Red House, 2012), trad. Odile Demange  (ISBN 978-2-84111-621-8)
- (en) The Porpoise, 2019

### Recueils de nouvelles
- (en) Dogs and Monsters, 2024

### Poésie
- The Talking Horse and the Sad Girl and the Village Under the Sea (2005)

### Théâtre
- Polar Bears (2010)
- The Curious Incident of the Dog in the Night-Time (2013), adaptation du roman éponyme par Simon Stephens supervisée par Mark Haddon

### Autres publications
- Stop What You're Doing and Read This! (2011) - écrit en collaboration avec plusieurs auteurs

## Filmographie
- 1996 : Agent 'Z' and the Penguin from Mars  (série TV)
- 1996 : The Wild House  (série TV)
- 1998 : Microsoap (Microsoap) (série TV)
- 2004 : Fungus the Bogeyman (TV)
- 2006 : Le Bizarre Incident du chien pendant la nuit (The Curious Incident of the Dog in the Night-Time) (film)
- 2010 : Une petite zone de turbulences (film)

## Récompenses et distinctions
- Prix Whitbread pour Le Bizarre Incident du chien pendant la nuit sacré meilleur livre de l'année 2003
- Commonwealth Writers' Prize (Overall Best First Book) pour Le Bizarre Incident du chien pendant la nuit